# Janusz Szymura
Janusz Szymura (ur. 9 marca 1961 w Zabrzu) – polski przedsiębiorca, założyciel, współwłaściciel i Prezes Zarządu Rekord SI Sp. z o.o., a także Prezes Beskidzkiego Towarzystwa Sportowego Rekord Bielsko-Biała oraz Rekordu Sportowej Spółki Akcyjnej.

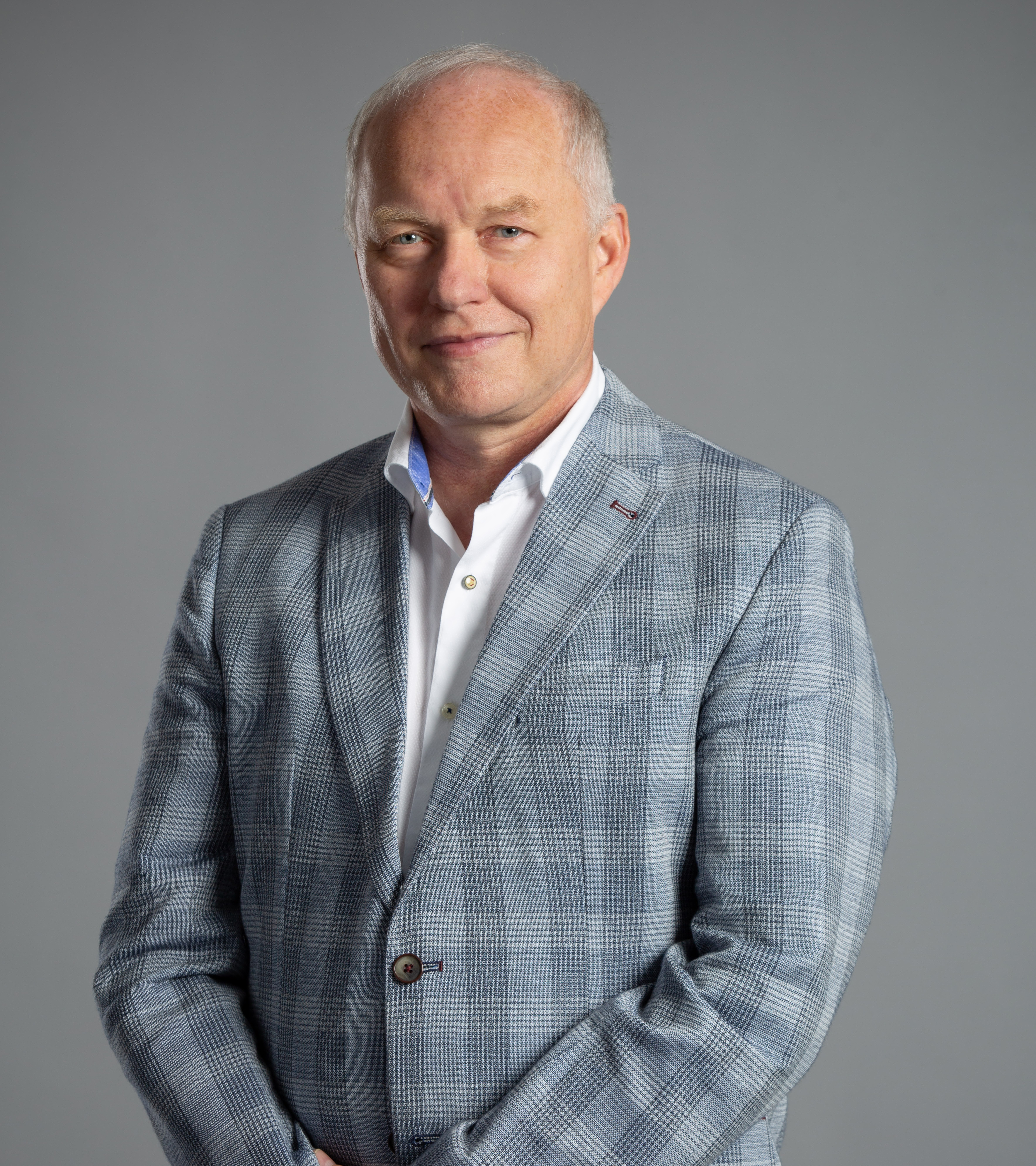
Prezes Rekordu SI Janusz Szymura

## Życiorys
W kwietniu 1989 w Bielsku-Białej założył firmę Zakład Usług Informatycznych Rekord – Janusz Szymura, przekształconą w 1997 na Rekord Systemy Informatyczne Sp. z o.o. Jako projektant systemów informatycznych współtworzył zintegrowany system informatyczny Ratusz dla administracji samorządowej oraz pakiet programów komputerowych przeznaczonych dla przedsiębiorstw Rekord.ERP.
Ukończył studia magisterskie na Wydziale Organizacji Produkcji Politechniki Śląskiej w Gliwicach, uzyskując tytuł magistra inżyniera organizatora przemysłu. W 2000 ukończył program doskonalenia umiejętności menedżerskich w Canadian International Management Institute.
Od 1998 Prezes Beskidzkiego Towarzystwa Sportowego Rekord Bielsko-Biała, a od 2002 także Rekordu Sportowej Spółki Akcyjnej.
Z własnych środków stworzył ośrodek szkoleniowy na bielskim osiedlu Mikuszowice Śląskie, obok Cygańskiego Lasu. Centrum Sportu Rekord stanowi bazę treningową dla dzieci, młodzieży oraz zespołów seniorskich uprawiających piłkę nożną i futsal.
Jeden z założycieli spółki Futsal Ekstraklasa w 2010. Pierwszy Prezes Zarządu w okresie od marca 2010 do sierpnia 2010, a także Prezes Zarządu w okresie od lipca 2013 do czerwca 2016. Kilkukrotnie pełnił funkcję Przewodniczącego Rady Nadzorczej Futsal Ekstraklasy w ramach rocznych kadencji.
Inicjator oraz inwestor m.in. takich obiektów jak:
- Centrum Sportu Rekord – stadion, hala sportowa, boiska treningowe, hotel (realizowane od 2000)
- Szkoła Mistrzostwa Sportowego Rekord (2012)[10]
- Centrum Badawczo Rozwojowe Rekordu SI (2017)[11]

W latach 2014-2025 pełnił funkcję kanclerza loży bielskiej Business Centre Club oraz wiceprezesa zarządu BCC, a od 2020 do 2024 Przewodniczącego Rady Gospodarczej przy Prezydencie Miasta Bielska-Białej.
W latach 2021-2025 był członkiem Rady Uczelni Uniwersytet Bielsko-Bialski.

## Nagrody
- Złota i Diamentowa Statuetka Lidera Polskiego Biznesu (2009, 2024) oraz w sumie jedenaście diamentów do statuetek (2025)

.
- Nagroda specjalna w programie Przedsiębiorstwo Fair Play – Ambasador Fair Play w Biznesie organizowana przez Krajową Izbę Gospodarczą (2011), Certyfikat Jakości Biznesu przyznawany corocznie od 2000 oraz sześć nagród głównych – statuetek[17]
- Beskidzki Anioł Sukcesu (2014)
- Menedżer 25-lecia na Śląsku (2017). Wyróżnienie przyznane przez Śląskie Stowarzyszenie Menedżerów, które w konkursie „Sukces na Śląsku” nagradza najlepszych, najbardziej aktywnych menedżerów i najlepiej zarządzane firmy[18]
- Złoty Dedal 2019. Nagroda Gospodarcza Subregionu Południowego w konkursie „Firma roku” organizowanym przez Prezydenta Bielska-Białej, Starostę Powiatu Bielskiego i Beskidzką Izbę Gospodarczą. Poprzednio Prezes Szymura trzykrotnie odbierał nagrodę w konkursie „Firma roku”[19].

Ponadto, Janusz Szymura pięciokrotnie odebrał nagrodę główną dla Rekordu SI w konkursie Przedsiębiorstwo Fair Play. Tym samym Rekord SI jest jedyną firmą w Polsce, która otrzymała ten tytuł pięciokrotnie. Firma od 2000 r. nieprzerwanie otrzymuje certyfikaty „Przedsiębiorstwa Fair Play”.

## Ordery i odznaczenia
- Medal Ministra Obrony Narodowej (2011)
- Srebrna Odznaka „Za zasługi dla Sportu” (2012). Nagroda przyznawana przez Minister Sportu i Turystyki. Janusz Szymura został wyróżniony jako osobowość, która w sposób szczególny przyczynia się do popularyzacji kultury fizycznej oraz stwarzania warunków do rozwoju sportu poprzez organizację i finansowanie przedsięwzięć sportowych dla dzieci, młodzieży oraz dorosłych
- Zasłużony dla Akademii Techniczno – Humanistycznej w Bielsku-Białej /obecnie Uniwersytet Bielsko-Bialski/ (2012)
- Medal Ministra Edukacji Narodowej (2013)
- Złota Odznaka Honorowa Polskiego Związku Piłki Nożnej (2019)[21]